# Петтовельо, Сандра
Сандра Вивиана Петтовельо (исп. Sandra Viviana Pettovello; род. 6 апреля 1968, Буэнос-Айрес) — аргентинская журналистка и государственный деятель, министр человеческого капитала (с 2023).

## Биография
Родилась 6 апреля 1968 года в Буэнос-Айресе, Аргентина.
Окончила Университет Бельграно, где получила степень бакалавра в области журналистики. Позднее она окончила аспирантуру в области семейной политики в Международном университете Каталонии.
После окончания обучения Петтовельо работала обозревателем на радио «Radio El Mundo», а затем стала продюсером новостной телепрограммы «La Cornisa». С 21 августа 2021 года по 21 августа 2023 года она занимала должность вице-президента регионального отделения партии Союз демократического центра в Буэнос-Айресе.
10 декабря 2023 года Петтовельо была назначена президентом Хавьером Милеем главой новообразованного Министерства человеческого капитала Аргентины, куда слили министерства образования, труда, культуры, социального развития. Во время своего первого публичного выступления в качестве министра Петтовельо заявила, что все протестующие, которые попытаются перекрыть улицы во время предстоящих акций протеста, будут лишены социального обеспечения. 1 февраля 2024 года Петтовельо заявила, что лично примет участие в демонстрации Профсоюза работников народного хозяйства, который обвинил её в прекращении поставок в бесплатные государственные столовые. Она также отметила, что встретится с каждым голодающим, после чего на месте выстроилась очередь из примерно 40 человек, желающих встретиться с министром, однако, встреча так и не состоялась. В тот же день, 5 февраля, Петтовельо было предъявлено обвинение в «нарушении служебных обязанностей» в связи с приостановкой поставок продуктов питания в столовые.

## Личная жизнь
В 1993 году Петтовельо вышла замуж за актёра Пабло Раго, однако, спустя год пара рассталась.